# ほっちゃテレビ
ほっちゃテレビは、山口県長門市が運営するケーブルテレビ局である。
いわゆる地方公営企業や第三セクターではなく、市の直営事業として行われている。ただし番組制作等業務は2011年以降、ながとてれび株式会社に外部委託している。設置根拠は市の条例 に基づく。

## 事業所
全て山口県長門市。
- 長門市ケーブルテレビ放送センター - 東深川2366番地11
- 三隅支局（旧・有線テレビみすみ放送センター） - 三隅下503番地
- 日置支局 - 日置上5914番地4

## 沿革
- 1997年（平成9年）5月29日 - 当時の大津郡三隅町においてケーブルテレビ放送事業（有線テレビみすみ）を開始。
- 2002年（平成14年）4月15日 - 旧・長門市をエリアとするケーブルテレビ放送について実施認可。
- 2003年（平成15年）1月15日 - 本放送開始。
- 2004年（平成16年） - 当時の大津郡日置町がケーブルテレビ放送事業に着手[3]。
- 2005年（平成17年）
  - 3月22日 - 合併により新・長門市となり、合併前の三隅町および日置町のケーブルテレビ事業を統合。それぞれの放送センターを支局化。
  - 4月1日 - 日置地区で放送開始。
- 2007年（平成19年） - 油谷地区で放送開始（建物は日置地区のものを共用）。
- 2009年（平成21年）4月1日 - TNCテレビ西日本の地上デジタル放送再送信開始。
- 2011年（平成23年）
  - 1月11日 - 番組制作等業務をながとてれび株式会社に外部委託。
  - 7月24日 - TVQ九州放送の地上デジタル放送再送信開始。
  - 7月25日 - アナログ放送終了に伴い、デジアナ変換放送を開始。
- 2017年（平成29年）10月1日 - 指定管理者制度を導入し、ながとてれび株式会社が受託。

## サービスエリア
- 山口県長門市全域

## 主な放送チャンネル
開局時期及び開局の経緯の違いにより長門地区、三隅地区、日置・油谷地区でチャンネル構成やサービス内容が異なっている。地上デジタル放送は、域内中継局の放送開始に先駆けて2006年10月から実施している（三隅地区は設備の関係で、2008年（平成20年）3月より開始）。

### 地上波系列別再送信局
※は区域外再放送による再送信。
| NHK-G   | NHK-E   | NNN/NNS  | ANN          | JNN        | TXN          | FNN/FNS       | JAITS |
| ------- | ------- | -------- | ------------ | ---------- | ------------ | ------------- | ----- |
| NHK山口 | NHK山口 | 山口放送 | 山口朝日放送 | テレビ山口 | TVQ九州放送※ | テレビ西日本※ |       |

### テレビ局
| アナログ | アナログ  | アナログ | デジタル | 放送局                                |
| 長門     | 日置 油谷 | 三隅     | デジタル | 放送局                                |
| -------- | --------- | -------- | -------- | ------------------------------------- |
| 8        | 8         | 8        | 1        | NHK総合・山口                         |
| 12       | 12        | 12       | 2        | NHKEテレ・山口                        |
| 3        | 3         | 1        | 3        | テレビ山口                            |
| 10       | 10        | 10       | 4        | 山口放送                              |
| 5        | 5         | 5        | 5        | 山口朝日放送                          |
| (3)      | (3)       | (9)      | 7        | TVQ九州放送                           |
| (11)     | (11)      | (6)      | 8        | テレビ西日本                          |
| 1        | 1         | 3        | 121      | ほっちゃテレビ （自主放送チャンネル） |
| 2        | 2         | 4        | 122      | ウェザーニュース                      |
| 4        | 4         |          | 123      | 放送大学テレビ                        |
| C15      | C15       | 14       | BS1      | NHK BS                                |
| C22      | C22       |          | BS4      | BS日テレ                              |
| C17      | C17       |          | BS5      | BS朝日                                |
| C18      | C18       |          | BS6      | BS-TBS                                |
| C21      | C21       |          | BS7      | BSテレ東                              |
| C23      | C23       |          | BS8      | BSフジ                                |
| C50      | C50       | 16       | BS9      | WOWOWプライム・ライブ・シネマ         |
|          |           |          | BS10     | BS10・BS10スターチャンネル            |
|          |           |          | BS11     | BS11デジタル                          |
|          |           |          | BS12     | TwellV                                |
|          |           |          | BS4K101  | NHK BSプレミアム4K                    |
|          |           |          | BS4K141  | BS日テレ 4K                           |
|          |           |          | BS4K151  | BS朝日 4K                             |
|          |           |          | BS4K161  | BS-TBS 4K                             |
|          |           |          | BS4K171  | BSテレ東 4K                           |
|          |           |          | BS4K181  | BSフジ 4K                             |
|          |           |          | CS700    | えんてれ                              |
| C53      | C53       |          | CS515    | フジテレビTWO                         |
| C38      | C38       |          | CS723    | 大人の趣味と生活向上◆アクトオンTV     |
| C34      | C34       | 29       | CS735    | GAORA                                 |
| C42      | C42       |          | CS737    | ゴルフネットワーク                    |
| C54      | C54       |          | CS514    | フジテレビONE                         |
| C36      | C36       |          | CS552    | 日本映画専門チャンネル                |
| C37      | C37       |          | CS553    | 時代劇専門チャンネル                  |
|          |           |          | CS555    | スーパー!ドラマTV                     |
| C35      | C35       | 22       | CS556    | ムービープラス                        |
|          |           |          | CS758    | AXNミステリー                         |
| C52      | C52       | 20       | CS763    | 衛星劇場                              |
|          |           |          | CS566    | テレ朝チンャネル1                     |
|          |           | 18       | CS770    | スペースシャワーTV                    |
|          |           |          | CS774    | 歌謡ポップスチャンネル                |
| C39      | C39       |          | CS782    | アニマックス                          |
|          |           |          | CS790    | 日経CNBC                              |
|          |           |          | CS793    | 日テレNEWS24                          |
| C41      | C41       | 21       | CS595    | テレ朝チンャネル2                     |
|          | 17        |          | CS810    | グリーンチャンネル・レーシングネット  |
|          | 6         | 17       | CS810    | グリーンチャンネル・アグリネット      |
| C40      | C40       |          |          | MUSIC ON! TV                          |

- 長門・日置・油谷地区はアナログの1 - C31の各局は基本料金のみで視聴可（C14 - C31は一部テレビでコンバータが必要。）。
- 三隅地区はアナログの16・17（アグリネットのみ）・20・23以外の各局は基本料金のみで視聴可（14 - 29はコンバータが必要。）。
- 地上デジタル放送は2006年10月からスタートした（パススルー方式。）。長門地域の中継局では翌2007年秋にスタートしているが、デジタル放送開始と同時に放送出来る様に山陽地区で県内のデジタル放送を受信し、やまぐち情報スーパーネットワーク（YSN）で伝送する事によりケーブルテレビの利用者はいち早く視聴可能になっている。ただし福岡の地上デジタル放送については、有線テレビジョン放送法により同意が必要であり交渉が進められていたが、2009年4月1日よりテレビ西日本の地上デジタル放送の区域外再放送がパス・スルー方式で開始された。TVQ九州放送についても2011年7月24日 12:00より再送信を開始。
- デジタル12チャンネルは自主放送チャンネル・ウェザーニューズ・放送大学を常時マルチ編成（標準画質）で放送。
- 開局以来アナログ放送で再送信を行っていた九州朝日放送・RKB毎日放送・テレビ西日本・TVQ九州放送についてはデジアナ変換を実施せず、デジタル再送信を行わない九州朝日放送とRKB毎日放送の再送信は2011年7月24日で終了。また、福岡放送の再送信は開局時から全地区で行っていない[6]。
- デジアナ変換の実施に当たって、テレビ山口の再送信チャンネルが9から3に変更されている。

### ラジオ局
| MHz  | MHz        | MHz  | 放送局                                  |
| 長門 | 日置 油谷  | 三隅 | 放送局                                  |
| ---- | ---------- | ---- | --------------------------------------- |
|      |            | 77.0 | CROSS FM                                |
| 80.0 | FM FUKUOKA |      |                                         |
| 83.5 | 83.5       | 83.5 | NHK山口FM                               |
| 84.5 | 84.5       | 84.5 | NHK第1放送 （AM波を受信してFM波再送信） |
| 86.4 | 86.4       | 86.4 | エフエムKRY                             |
| 87.8 | 87.8       | 87.8 | FM AQUA                                 |
| 89.4 | 89.4       | 89.4 | FMY                                     |

- 2008年4月 - FM AQUAとNHK第1放送の再送信が開始された[7]。
- 2017年11月 - エフエムKRY（山口放送のFM補完局）の再送信を開始した[8]。

## 自主チャンネルの編成
1ch（長門・日置）および3ch（三隅）の自主編成チャンネルでは、基本的に120分編成を繰り返し放送する。
| 7:00 - 8:00 | ほっちゃタイム                                                     |
| 8:00 - 8:30 | サイエンスチャンネル（月曜 - 土曜） おばけのホーリー（日曜）       |
| 8:30 - 8:38 | ころばん体操 のびのびストレッチ・活活健康体操 （上記を交互に放送） |
| 8:38 - 9:00 | ほっちゃインフォメーション （文字情報）                            |

上記の編成が7:00 - 25:00に繰り返し放送される。25:00 - 30:00は静止画放送による気象情報が、6:00 - 7:00はほっちゃタイムのみが放送されており、実質的に24時間放送を行っている。
ほっちゃタイムは日替わりで番組を放送する枠。
- ほっちゃニュース（毎週日曜 / 毎週金曜（再放送））
- ほっちゃニュース・ワイド（月1回）
- 月刊d.n.a（月1回 / 再放送月2回）
- Buchiスタ!!（月2回）
- ハロー!ながとキッズ（月1回 / 再放送月1回）
- アグリインフォメーション
- 新長門紀行
- 長門歴史回廊
- シリーズ“人”〜The Human story